# Abram Sycowski
Abram „Alex” Sycowski (ur. 13 lipca 1892 w Wielgomłynach, zm. po 1937) – amerykański gangster żydowskiego pochodzenia, księgowy i prawa ręka Ala Capone.

## Życiorys
Abram Sycowski urodził się w wielodzietnej rodzinie 13 lipca 1892 r. w Wielgomłynach w ziemi radomszczańskiej, był synem żydowskiego felczera lub szewca. Jako sześcioletnie dziecko wyjechał do Stanów Zjednoczonych, dorastał w Chicago. W latach 20. XX w. po wprowadzeniu prohibicji zajął się szmuglem alkoholu, w prowadzeniu działalności wsparł się sojuszem z gangami włoskimi, z czasem stał się jednym z głównych współpracowników Ala Capone i głównym logistykiem szmuglu alkoholem. Po aresztowaniu Capone był zagrożony aresztowaniem i atakiem ze strony innych gangów, wobec czego wyjechał do Europy.
Powrót do Europy nie był udany, władze Polski odmówiły mu prawa wjazdu, próbując zapobiec w ten sposób groźbie rozwoju zorganizowanej przestępczości. Wydalony z Polski Sycowski wyjechał do Paryża, gdzie zorganizował nielegalny ośrodek handlu opium i morfiną. Ponownie zagrożony aresztowaniem wyjechał do Austrii, w której został w 1935 roku aresztowany. Znalezione przy nim fałszywe paszporty stały się powodem skazania na siedem miesięcy więzienia. Po zwolnieniu z więzienia wyjechał do Rumunii, ale także nie dostał prawa wjazdu i ponownie został deportowany do Francji. W Paryżu wsławił się wyłudzeniem, a zagrożony ponownym aresztowaniem wyjechał w 1937 roku do Wolnego Miasta Gdańska.
Ostatni trop śladem Sycowskiego wiedzie do Panamy, gdzie miał on przebywać w połowie stycznia 1958 r., jak podaje tamtejsza gazeta "The Panama American".
Dalsze losy nieznane.